# Petalostelma martianum
Petalostelma martianum là một loài thực vật có hoa trong họ La bố ma. Loài này được (Decne.) E. Fourn. miêu tả khoa học đầu tiên năm 1885.